# Zielitz
Zielitz ist eine Gemeinde im Landkreis Börde in Sachsen-Anhalt (Deutschland). Sie ist Mitglied der Verbandsgemeinde Elbe-Heide.

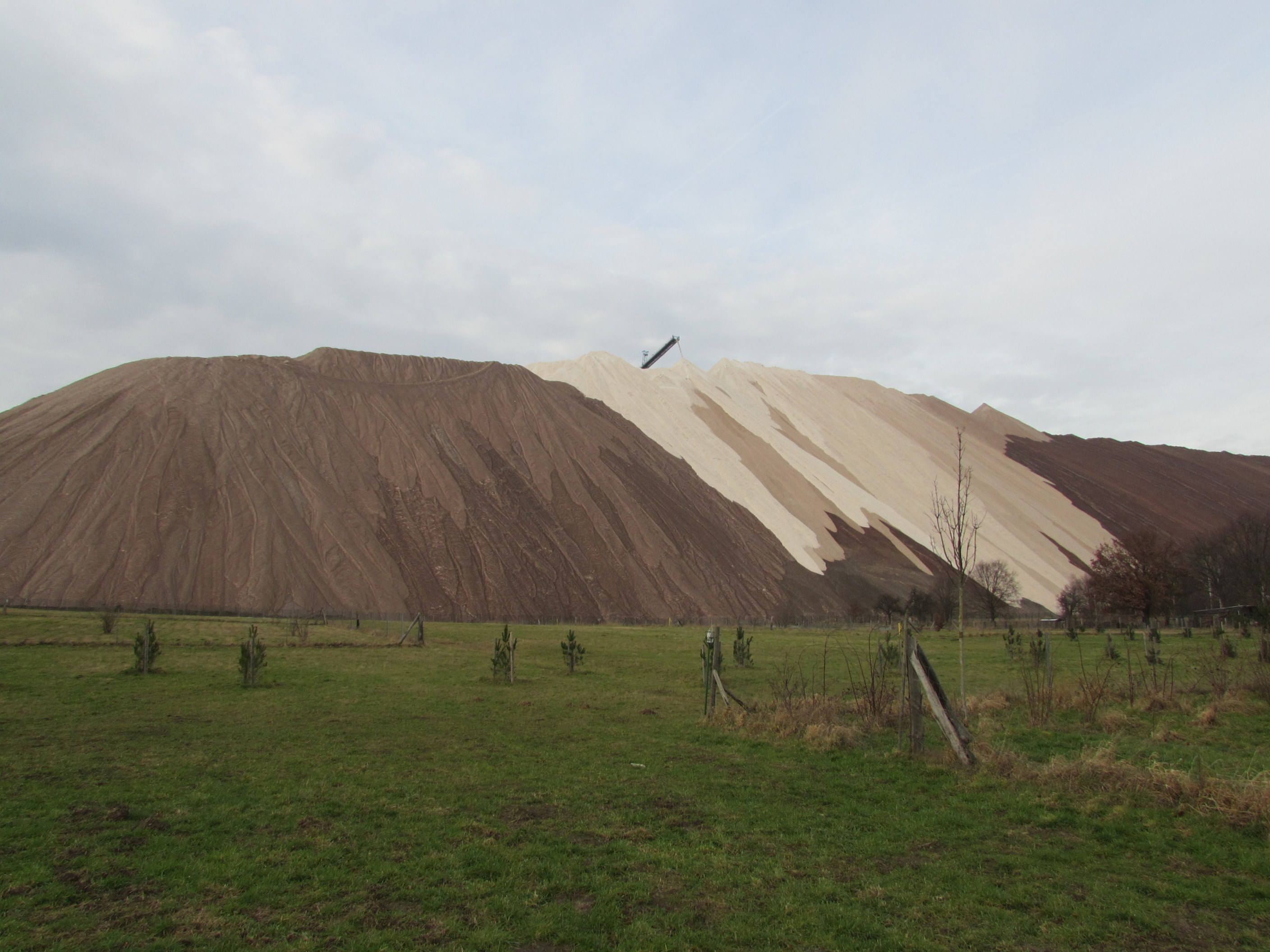
Abraumhalde Kalimandscharo

## Geschichte
Zielitz wurde erstmals 937 in einer Schenkungsurkunde an das Magdeburger Moritzkloster unter dem Namen „Zelici“ erwähnt, was aus dem Slawischen abgeleitet so viel wie Gehöft bzw. Wohnsitz bedeutet. Im Jahre 1320 verkaufte Arnold von Sack das Dorf Zielitz dem Kloster St. Katharina im benachbarten Wolmirstedt, bei dem es bis zum Jahre 1810 verblieb. Der Dreißigjährige Krieg (1618–1648) und der Seuchenzug der Pest von 1636 ließ die Bevölkerungszahl stark zurückgehen.
Nach der Schlacht bei Jena und Auerstedt 1806 bis zu den Befreiungskriegen 1813–1815 war Zielitz von französischen Truppen besetzt. Nach dem Bau der Bahnstrecke Magdeburg–Wittenberge in den Jahren 1848/49 erhielt Zielitz erst 1890 eine Haltestelle und 1913 einen Bahnhof. Nach ersten Funden von Kalisalz um 1905 begannen Schachtbohrungen, mussten aber aus Geldmangel abgebrochen werden.
Am 1. Juli 1950 wurde das Dorf Schricke nach Zielitz eingemeindet. Erkundungsbohrungen von 1961–1964 führten im Jahre 1963 zum Beschluss ein Kaliwerk zu errichten. Seit 1973 ist das Kaliwerk Zielitz in Betrieb. Im Jahre 1993 wurde das Werk Teil der K+S-Gruppe und stellt heutzutage einen der größten Arbeitgeber der Region. Durch den Kalibergbau ist der Ort stark gewachsen. Die Einwohnerzahl hat sich vervielfacht.
Das Werk Zielitz gewinnt im Kaliflöz Ronnenberg aus 500 bis 1300 m Teufe jährlich 12 Millionen Tonnen Kalirohsalz, das durch Flotation und Heißlöseverfahren zu Kalidüngemitteln und Industriesalzen für die chemische Industrie aufbereitet wird. Mit etwa 1700 Beschäftigten ist es heute einer der größten Arbeitgeber in der Region.
Die Kalilagerstätte am Standort Zielitz gilt wegen ihres hohen Gehalts an Kaliumchlorid und ihrer hohen Mächtigkeit als eine der wertvollsten in Deutschland. Nach der Menge der Rohsalzförderung ist das Kaliwerk Zielitz weltweit eines der größten Kaliwerke.

## Politik

### Gemeinderat
Der Gemeinderat von Zielitz setzt sich nach dem Ergebnis der Kommunalwahl vom 9. Juni 2024 mit einer Wahlbeteiligung von  62,8 % wie folgt zusammen:
| Partei / Liste       | Stimmenanteil | Sitze | +/− |
| -------------------- | ------------- | ----- | --- |
| CDU                  | 24,6 %        | 3     | − 1 |
| SPD                  | 32,4 %        | 4     | − 1 |
| Freie Bürger Zielitz | 43,0 %        | 5     | + 2 |

+/−: Differenz zur vorigen Kommunalwahl

### Bürgermeister
Seit dem 1. Juli 2024 ist Jonas Samsel (SPD) Bürgermeister der Gemeinde Zielitz.

### Wappen

#### Aktuelles Wappen

Wappen Zielitz

Das Wappen wurde am 25. Oktober 1999 durch das Regierungspräsidium Magdeburg genehmigt.
Blasonierung: „Geteilt von Grün über Silber; oben ein dreischariger silberner Pflug, unten ein schwarzes Bergmannsgezähe.“
Zielitz besitzt ein offiziell genehmigtes Wappen vom Jahre 1937, doch wurde dieses Wappen nicht nachweislich in Gebrauch genommen, so dass seine Symbolik weithin unbekannt ist. Im Jahre 1987 wurde anlässlich des 1050-jährigen Bestehens des Ortes ein neues Wappen beschlossen und seither geführt. Dieses Wappen nimmt Bezug auf die historische Wurzel der Gemeinde als Bauerndorf (Pflug), knüpft aber an den seit Jahrzehnten dominierenden und den Ort prägenden Kalibergbau an (Bergmannsgezähe).
Es ist Beschluss der Gemeinde Zielitz, die seit Jahrzehnten in Gewohnheit gehaltene Wappensymbolik von Pflug und Bergmannswerkzeug in den Schildfarben Grün - Silber (Weiß) beizubehalten und offiziell genehmigen zu lassen. Die Grafik des Wappens und seiner Symbole wurde nur den heraldischen Gepflogenheiten angepasst.
Als Gemeindefarben gelten Weiß - Grün.
Das Wappen wurde von dem Magdeburger Heraldiker Jörg Mantzsch gestaltet.

#### Historisches Wappen

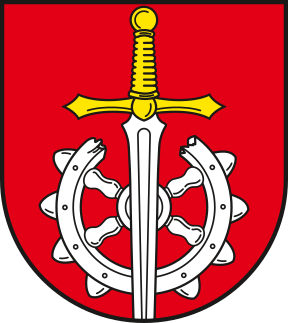
Altes Wappen Zielitz

Das Wappen wurde am 29. Juli 1937 durch den Oberpräsidenten der Provinz Sachsen verliehen.
Blasonierung: „In Rot ein silbernes Richtrad, dessen Felge oben ausgebrochen ist, überlegt mit einem silbernen Schwert mit goldenem Griff und Parierstange.“
Alte Siegel der Gemeinde (Abdrücke von 1874) zeigen die heilige Katharina und den heiligen Pankratius, die Titularheiligen des Klosters in Wolmirstedt, dem der Ort 1320–1810 gehörte. Aus den Symbolen der beiden Heiligen, dem Rad der Katharina und dem Schwert des Pankratius, wurde das neue Wappen geschaffen.
Das Wappen wurde von dem Magdeburger Staatsarchivrat Otto Korn gestaltet.

### Flagge
Die Gemeinde Zielitz führt eine weiß - grün gestreifte Flagge mit dem aufgelegten Wappen der Gemeinde.

## Wirtschaft und Infrastruktur

### Kalibergbau
Zielitz ist mit dem Kaliwerk Zielitz Standort des Kalibergbaus der K+S Minerals and Agriculture GmbH.  Das Kaliwerk Zielitz ist das größte Kalibergwerk Deutschlands und eines der größten weltweit. Es werden jährlich etwa 12 Millionen Tonnen Rohsalz gefördert.

### Verkehrsanbindung
Zielitz hat den Bahnhof Zielitz und den Haltepunkt Zielitz Ort an der Bahnstrecke Magdeburg–Wittenberge im Einzugsbereich der S-Bahn Mittelelbe und besitzt ein großes Gewerbegebiet in der Nähe der A 2 (Hannover–Berlin).

### Ausbildungsstützpunkt für Bergbautechnologen
Am 17. Oktober 2012 wurde im Werk ein Ausbildungsstützpunkt für Bergbautechnologen der Fachrichtung Tiefbohrtechnik eingeweiht. Die Einrichtung befindet sich in 500 Meter Teufe in einem stillgelegten Abbau. Genutzt wird sie durch Unternehmen, die sich 2009 zu einem Ausbildungsverbund Tiefbohrtechnik zusammengeschlossen haben.

## Kultur und Sehenswürdigkeiten

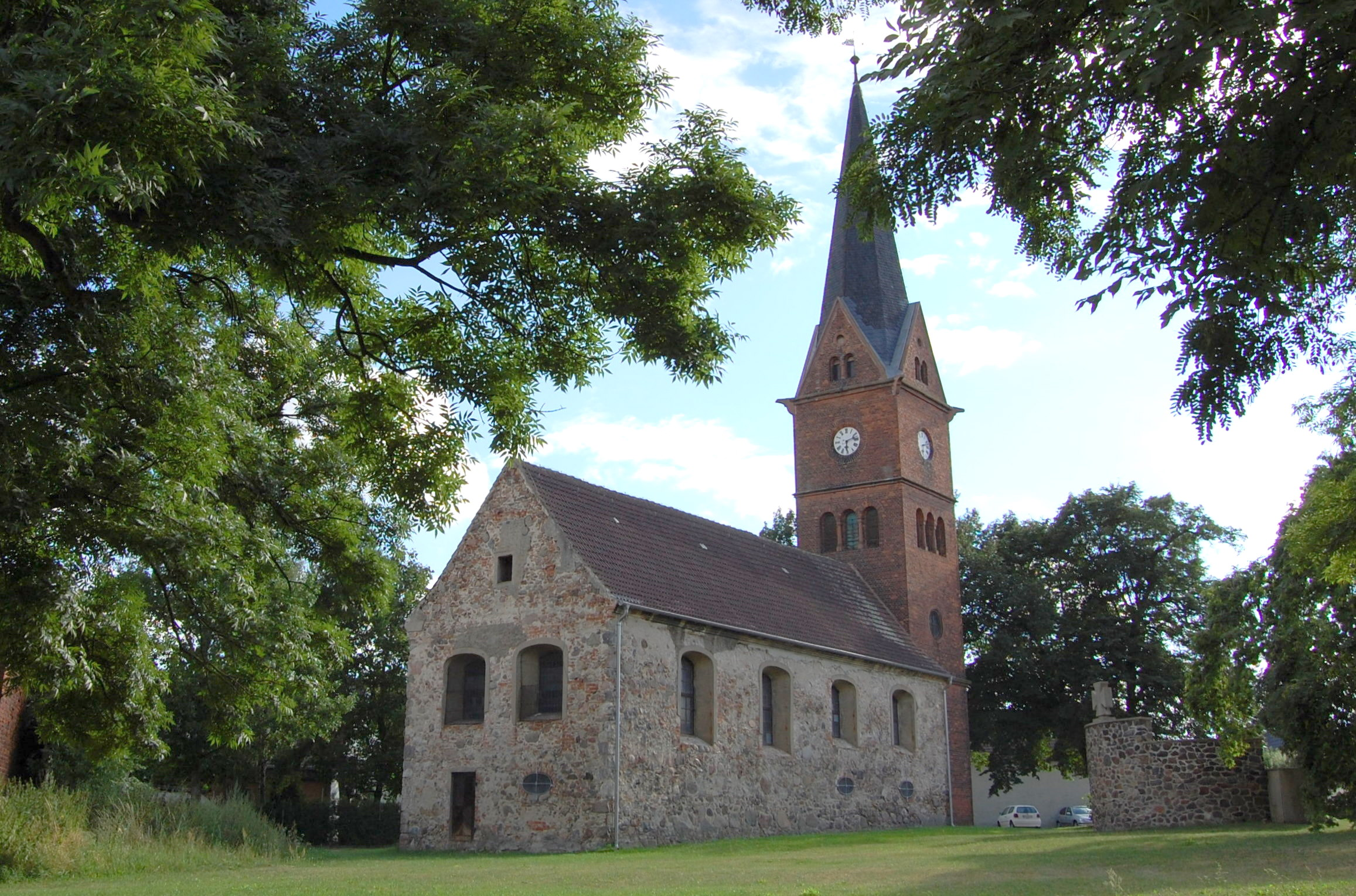
Sankt-Nikolaus-Kirche Zielitz

### Kultur
In Zielitz finden jährlich die beliebten „Kalimandscharo Festspiele“ durch das Holzhaustheater Zielitz statt.

### Sehenswürdigkeiten
1726 entstand die Kirche St. Nikolaus des Dorfes.
Die in der Gemeinde befindlichen Kulturdenkmale sind im örtlichen Denkmalverzeichnis aufgeführt.
Kaliberg (Abraumhalde des Kaliwerkes) bei Zielitz (Kalimandscharo)

## Persönlichkeiten
In Zielitz wurden der evangelische Theologe Robert Pasche (1862–1930) und der Architekt Gustav Hartwig (1908–1991) geboren.
Ebenfalls wurde der Offizier, ausgezeichnet durch den „Eisernen Halbmond“, der türkischen Armee und spätere Mühlenbesitzer (Motor) Gustav Moritz (Geburts- und Sterbedatum unbekannt) in Zielitz geboren.

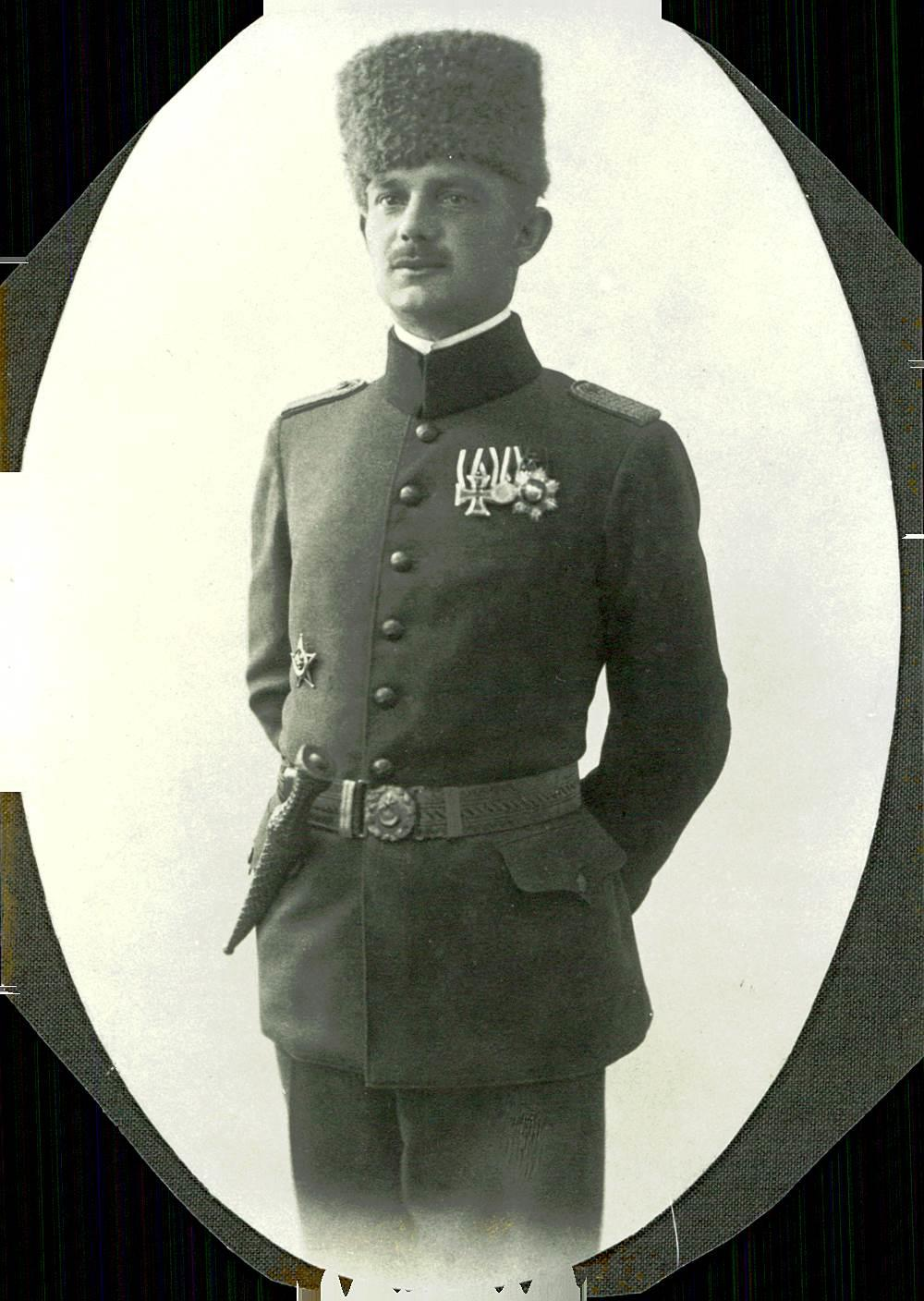
Gustav Moritz - Abb. aus dem Allgemeinen Anzeiger vom 16. November 1915